# 永瑺
永瑺（1737年—1788年），滿洲愛新覺羅氏，曾用名永琮。清聖祖第十六子莊恪親王允祿次子弘普的長子。第4任莊親王（1767年－1788年）。 
乾隆八年（1743年），父親弘普逝世，永瑺承襲父爵為輔國公。乾隆三十二年（1767年），祖父莊恪親王允祿逝世，永瑺襲爵為莊親王。歷任都統、領侍衛內大臣，仍管樂部、宗人府。乾隆五十三年（1788年），永瑺逝世，諡號為「慎」，無子嗣，以其二弟三等奉國將軍永珂之長子綿課承襲爵位。